# ThunderCats (série télévisée d'animation, 2011)
Pour les articles homonymes, voir ThunderCats.
ThunderCats est une série télévisée animée américano-japonaise développée par Sam Register, et produite par Ethan Spaulding et Michael Jelenic. C'est une reprise de la série originale Cosmocats de Ted Wolf. Produite par la société d'animation Japonaise Studio 4°C, la série est diffusée aux États-Unis depuis le 29 juillet 2011 sur la chaîne Cartoon Network, puis au Royaume-Uni depuis le 10 septembre 2011.
Elle est diffusée en France sur France 3 depuis le 10 mars 2012. Alors qu'il était prévu un total de 52 épisodes, la saison 1 s'est arrêtée le 2 juin 2012 par l'épisode 26. Cartoon Network a annoncé l'abandon d'une seconde saison en 2013,.

## Synopsis
La paix et la prospérité régnaient sur la Troisième Terre, du temps où le royaume de Thundera gouvernait tous les autres dans un esprit de justice. Cependant il était écrit que naitrait des flammes un roi qui guiderait son peuple à la victoire après avoir vaincu l’esprit ancestral du mal. Et bien qu’annoncée de longue date et volontairement ignorée de tous ; cette prophétie était sur le point de se réaliser…
Les deux premiers épisodes de ThunderCats racontent le combat du tout jeune prince Lion-O devenu roi de Thundera à la suite de l'attaque du royaume et de la mort de son père, le roi Claudius, par l’armée des lézards menée par le sorcier Mumm-Ra. Lion-O, entouré de son frère ainé, Tigro, de la guerrière Félibelle et de deux facétieux Thundercats, Wilykat et Wilykit, sans oublier l’épée d’Omens tant convoitée et symbole du pouvoir des Thundercats, part à la quête du livre des Présages, détenteur du secret des pouvoirs de l’Omens pour vaincre les ennemis du royaume…

## Personnages

### Principaux
- Lion-O

Le garçon qui, un jour, se retrouva Roi. Lion-O est le seigneur des ThunderCats et manie la puissante épée d’Omens - l'arme la plus puissante de la Troisième Terre. C'est un leader intrépide, qui a de lourdes responsabilités, mais qui n'hésite jamais à plonger dans la bataille (même si cela peut le mettre en difficulté.) Lion-O est le seul chat capable de vaincre Mumm-Ra, mais avant tout il doit trouver les quatre pierres magiques qui lui donneront le pouvoir de vaincre le mal ultime. Il tentera de se rapprocher de Félibelle, puis — après que la magicienne soit devenue la compagne de Tygro — il se rapprochera de Pumyra, et entamera une liaison romantique avec elle.
- Tigro (Tygra en VO)

Le frère adoptif de Lion-O et le prochain en ligne pour la couronne, Tigro a toujours été un peu jaloux de son jeune frère - mais ce tigre courageux n'a jamais perdu la face devant le prince. Tigro aime souvent lui rappeler que Lion-O sera « toujours second » (sauf quand il s'agit de savoir qui détient la couronne! ) et Il ne peut jamais résister à défier son frère cadet. Avec l'aide de son fouet, Tigro peut devenir invisible et c’est un tireur d'élite et un pilote hors pair. À partir de la fin de l'épisode 13, lui et Félibelle seront ensemble.
- Félibelle (Cheetara en VO)

Formée par son mentor, le sorcier Jaga, Félibelle est une puissante magicienne et la dernière survivante de ses pairs. Son devoir est de protéger Lion-O et l'épée d’Omens à tout prix. Elle est la plus rapide Thundercat de Thundera et, à ce jour, personne ne l'a jamais battue à la course. C’est aussi une experte en combat, avec armes aussi bien qu’au corps à corps. Elle devient la compagne de Tygro à la fin de l'épisode 13.
- Panthro

Panthro est le plus grand Général que Thundera ait jamais connu. Il est le plus ancien des ThunderCats et a plus d’histoires de guerre que ce qu'il peut en raconter, ses cicatrices sont là pour le prouver. Il peut se battre avec n'importe quelle arme, mais préfère utiliser son ancien Nunchackus. Panthro conduit également le Tank-Attack et ne laisserait personne d’autre prendre le volant, c'est sa fierté et sa joie. Dans son voyage avec les autres chats, Panthro a son propre plan - il veut retrouver Grune et se venger de sa trahison.
- Willicat & Willikit

Deux enfants Thundercat orphelin. Ayant vécu dans la rue, ils sont très vite devenus de grands voleurs. Ils peuvent ouvrir toutes les serrures.
- Mumm-Ra

L'essence même du mal, Mumm-Ra est un sorcier suprême et son nom seul fait naître la peur dans le cœur des animaux à travers la Troisième Terre. Les Thundercats croyaient que c’était un mythe, mais ils avaient tort – c’est un cauchemar vivant! Il veut l'épée d’Omens et détruira tout sur son chemin pour l’obtenir. Quand il convoque la force des anciens esprits du Mal, il est capable de transformer son corps d’une momie desséchée en monstre tout-puissant que seul Lion-O peut espérer vaincre.

### Récurrents
- Jagga le Sage

Chef des Clerics — la Garde Royale de Thundera, composée de mages — il est le conseiller du Roi Claudius, le père de Lion-O, et sera tué peu après par Mumm-Ra. Il apparait sous forme spectrale pour guider Lion-O.
- Grune

Ancien Général des Thundera, il a trahi les siens et s'est allié à Mumm-Ra pour prendre le pouvoir. Aussi puissant que Panthro, il inspire la crainte chez ses troupes, suffisamment que pour les inciter à se battre. Panthro le précipitera dans une dimension astrale en plein effondrement pour s'assurer de sa mort.
- Pumyra

Guerrière de Thundéra, elle est trouvée par Lion-O dans une arène de gladiateurs, où elle est forcée de combattre. Libérée, elle est l'outsider du groupe. D'abord insensible aux tentatives de séduction de Lion-O, elle changera d'avis quand le jeune roi montrera ses aptitudes guerrières et entamera une liaison romantique avec lui.
- Krolor

Général des Lézards, il sert Mumm-Ra, mains il n'est pas aussi compétent que Grune ou ses remplaçants, dont il est le second. 
- Kaynar & Addicus

Chacal schizophrène et Gorille blanc, tous deux condamnés à mort pour des crimes que même Mumm-Ra trouve répugnants, ils seront sauvés par le maître du mal qui en fera ses nouveaux Généraux après la mort de Grune, afin de redonner du jus à son armée qui  souffrit de défections massives à la suite de cette défaite. Mais contrairement à Grune, qui imposait une discipline militaire à ses troupes, ces deux nouveaux Généraux ne sont motivés que par leur soif de sang.
- Les Berbils

Robots oursons, ce sont des alliés des Thundercats. Ils sont spécialisés en ingénierie et répareront le Tankattak. Ils offriront notamment de nouveaux bras à Panthro après qu'ils les ait sacrifiés pour tuer Grune.
- Vultaire

Gouverneur de la Cité volante d'Avista, très avancée technologiquement. En raison de cette avance technologique, il se montre particulièrement hautain envers les Thundercats, qu'il ne voit que comme de stupides barbares primitifs. Trop confiant envers sa technologie, il sera rapidement dépassé par l'offensive de Mumm-Ra. Il s'alliera finalement avec le maître du mal, qui n'aura aucune hésitation à le trahir et à saboter sa cité pour qu'elle s'écrase au sol. Il ne devra la survie qu'aux Thundercats.

## Distribution des voix

### Voix anglaises
- Will Friedle : Lion-O, Leo
- Emmanuelle Chriqui - Cheetara
- Robin Atkin Downes : Mumm-Ra
- Madeleine Hall : WilyKit
- Satomi Kōrogi : Snarf
- Matthew Mercer : Tygra
- Eamon Pirrucello : WilyKat
- Kevin Michael Richardson : Panthro, Lynx-O

### Voix françaises
Le doublage français est assuré par la société Dubbing Brothers.
- Patrick Bethune : Mumm-Ra, Conquedor
- Philippe Dumond : Claudius
- Geneviève Doang : Félibelle, Wilykit
- Jean-Marco Montalto : Tigro
- Thierry Murzeau : Panthro
- Éric Peter : Grune
- Adrien Solis : Lion-O
- Benoît Allemane : narrateur, Jaga

## Épisodes
La liste ci-dessous correspond aux titres donnés lors de leur diffusion française (France 3 - Ludo) suivi des titres originaux.
1. L’Épée d'Omens 1/2 (Omens [Part 1])
2. L’Épée d'Omens 2/2 (Omens [Part 2])
3. Le Ramlack (Ramlak Rising)
4. Le Peuple des Pétalars (Song of the Petalars)
5. Le Retour de Panthro (Old Friends)
6. La Tour d'Omens (Journey to the Tower of Omens)
7. L'Unité pour la victoire (Legacy)
8. Le Chêne et le Roseau (The Duelist and the Drifter)
9. Les Berbils (Berbils)
10. La Vision par-delà la vision (Sight Beyond Sight)
11. Les Prestidigitateurs (The Forest of Magi Oar)
12. Dans le vaisseau astral (Into the Astral Plane)
13. Deux frères (Between Brothers)
14. De nouveaux généraux (New Alliances)
15. Seconde Chance 1/2 (Trials of Lion-O (Part 1))
16. Seconde Chance 2/2 (Trials of Lion-O (Part 2))
17. Le Fils prodigue (Native Son)
18. La Loi du plus fort (Survival of the Fittest)
19. Les Arènes (The Pit)
20. L’Épée de Plunn Darr (Curse of Ratilla)
21. L'Origine de l'Épée (Birth of the Blades)
22. Tookit le manipulateur (The Forever Bag)
23. La Potion miraculeuse (Recipe for Disaster)
24. Le Bourreau des âmes (The Soul Sever)
25. Au-dessus des nuages (What Lies Above, Part 1)
26. Ultime Trahison (What Lies Above, Part 2)

### Court épisode
1. Titre français inconnu (Snarf: Butterfly Blues) (diffusé le 6 décembre 2011)

## Jeux vidéo
- 2011 : ThunderCats sur Nintendo DS